# 콩중이
콩중이는 메뚜기과의 곤충이다. 몸길이는 40~60 mm이며, 녹색과 갈색 두 종류가 있다. 팥중이와는 달리 앞가슴 쪽 등판에 X자가 없다. 앞가슴등판 위쪽이 솟은 것이 특징이며 주로 강변이나 하천 주변의 풀밭에서 관찰된다.